# Nikos Karanikas
Nikos Karanikas (in greco Νίκος Καρανίκας?; Larissa, 4 marzo 1992) è un calciatore greco, difensore svincolato.

## Carriera
Ha giocato nella massima serie greca.